# Mesosemia lapillus
Mesosemia lapillus är en fjärilsart som beskrevs av Hans Ferdinand Emil Julius Stichel 1910. Mesosemia lapillus ingår i släktet Mesosemia och familjen Riodinidae. Inga underarter finns listade i Catalogue of Life.